# Georg Heinrich Pertz
Georg Heinrich Pertz (Hannover, 28 marzo 1795 – Monaco di Baviera, 7 ottobre 1876) è stato uno storico, archivista, diplomatista e bibliotecario tedesco.

## Biografia
Studiò filologia e storia all'Università di Gottinga (1813-1816) dove fu allievo in particolare del filologo e storiografo Heeren. Si laureò il 14 ottobre 1816 e iniziò a lavorare come archivista e bibliotecario ad Hannover. La sua tesi di laurea sui maggiordomi di palazzo merovingi, pubblicata nel 1819, attirò l'attenzione del marchese vom Stein, il quale si era ritirato dalla politica attiva e dedicato allo studio della storia promuovendo la società scientifica Gesellschaft für Deutschlands ältere Geschichtskunde (Società per la storia antica della Germania) la quale avrebbe promosso la pubblicazione dei Monumenta Germaniae Historica (MGH), la raccolta di fonti per la storia del medioevo con particolare riguardo alla Germania. Pertz ottenne la direzione della rivista della società, Archiv der Gesellschaft für ältere deutsche Geschichtskunde, che diresse dal 1820 al 1872.
Dal 1820 al 1823 Pertz fece un lungo viaggio attraverso Austria, Germania e Italia alla ricerca di materiali documentari. Le eccellenti ricerche archivistiche da lui effettuate, e le doti di storiografo messe in luce nell'occasione, spinsero Stein ad affidargli la direzione della monumentale pubblicazione degli MGH. La sua importanza di storiografo si evidenzia soprattutto dall'esame dei primi volumi dei Monumenta, dedicati alle fonti carolinge, nei quali Pertz applicò per primo il metodo critico-filologico. Le sue doti di organizzatore emergono dall'esame dei collaboratori, tutti di prim'ordine, con i quali seppe circondarsi. Restò alla guida dei Monumenta fino al 1874: l'ultimo volume da lui curato è il 23º tomo degli Scriptores. In connessione con i Monumenta Pertz iniziò anche la pubblicazione di una selezione di fonti in ottavo: Scriptores rerum germanicarum in usum scholarum. Tra le altre sue pubblicazioni possono essere menzionate un'edizione del Gesammelte Werke di Leibniz e una biografia di Stein in 6 volumi.